# Dreikönigsbündnis
Das Dreikönigsbündnis („Bündnisvertrag zwischen Preußen, Sachsen und Hannover“) war ein Abkommen vom 26. Mai 1849. Geschlossen wurde es zwischen dem Königreich Preußen, dem Königreich Hannover und dem Königreich Sachsen. Noch während sie gewaltsam die Revolution niederschlugen, einigten sie sich auf die „Herstellung einer einheitlichen Leitung der Deutschen Angelegenheiten“. Ziel war die Gründung eines deutschen Bundesstaates, eines Deutschen Reiches. Das Projekt erhielt später die Bezeichnung Erfurter Union.
Der Vertragstext des Dreikönigsbündnisses stellt eine vorläufige Verfassungsordnung dar. Ihm lag ein Entwurf für ein Wahlgesetz bei. Hinzu kam eine Übereinkunft über ein Schiedsgericht. Erst zwei Tage später folgte ein Entwurf für eine Verfassung des Deutschen Reiches (später als Erfurter Unionsverfassung bekannt). Dieser Entwurf war an die Frankfurter Reichsverfassung vom Vormonat angelehnt.
Dem Einigungsversuch schlossen sich weitere Staaten an, nicht aber die übrigen Königreiche Bayern und Württemberg. Hannover und Sachsen lösten sich seit Herbst 1849 von dem Einigungsversuch. Spätestens nach der Herbstkrise 1850 endete die Erfurter Union und mit ihr auch die Institutionen des Dreikönigsbündnisses.

## Entstehen
Zeitgleich mit der Ablehnung der Frankfurter Kaiserkrone im April lud der preußische König Friedrich Wilhelm IV. die anderen deutschen Staaten dazu ein, über die Gründung eines Bundesstaates zu beraten. Sein Hauptberater dabei war Joseph von Radowitz. Ab 17. Mai 1849 waren die Vertreter von Preußen, Bayern, Württemberg, Hannover und Sachsen in Berlin versammelt. Unterzeichnet haben die Vereinbarung dann aber nur Preußen, Hannover und Sachsen. Dabei machten Hannover und Sachsen einen Vorbehalt: An die Verfassung wollten sie nur gebunden sein, wenn alle deutschen Staaten (außer Österreich) dem Bündnis beitreten (Allbeteiligungsklausel).

## Inhalt
Der Bündnisvertrag vom 26. Mai 1849 vermeidet die Wörter Reich und Bundesstaat, sondern spricht von einem Bündniß zur „Herstellung einer einheitlichen Leitung der Deutschen Angelegenheiten, eine engere Vereinigung derjenigen Regierungen, welche entschlossen sind, nach gleichen Grundsätzen zu verfahren“ (Einleitungssatz). Das Bündnis solle allen Mitgliedsstaaten des Deutschen Bundes offenstehen.
Des Weiteren setzt der Vertrag bereits Organe ein (Art. III):
- Preußen soll die „Oberleitung der zur Erreichung des Zweckes dieses Bündnisses zu ergreifenden Maaßregeln“ haben, und zwar für ein Jahr ab 1. Juni. Danach würde entweder die „Reichsverfassung“ gelten (die zwei Tage später veröffentlicht wurde) oder die bestehenden Vertragsregeln könnten verlängert werden.
- Jeder der Verbündeten entsendet einen oder mehrere Bevollmächtigte in einen „Verwaltungsrath“, der die Geschäfte zum Erreichen des Zweckes führen soll.
- Über die Verfassung solle ein Reichstag beschließen.
- Ferner sollte es ein Bundes-Gericht (Art. V) und für den Fall von inneren Unruhen die Möglichkeit geben, militärischen Beistand zu erbitten. Die Operationen würden von Preußen geleitet werden.

Laut Art. IV sollten die Verbündeten „dem Deutschen Volke“ eine Verfassung gewähren. Der Entwurf sei zwischen ihnen vereinbart und diesem Vertrag angeschlossen. Der Entwurf werde zusammen mit dem Entwurf eines Wahlgesetzes einer „Reichs-Versammlung“ vorgelegt werden (das Erfurter Unionsparlament). Sollte die Reichs-Versammlung Änderungen beantragen, müssten dafür die Verbündeten ihre Zustimmung geben.

## Quelle
- Dok. Nr. 172. Bündnisvertrag zwischen Preußen, Sachsen und Hannover vom 26. Mai 1849. In: Ernst Rudolf Huber: Dokumente zur deutschen Verfassungsgeschichte. Band 1: Deutsche Verfassungsdokumente 1803–1850. W. Kohlhammer Verlag, Stuttgart, 1961

## Belege
1. ↑  Ernst Rudolf Huber: Deutsche Verfassungsgeschichte seit 1789. Band 2: Der Kampf um Einheit und Freiheit 1830 bis 1850. 3., wesentlich überarbeitete Auflage. Kohlhammer, Stuttgart [u. a.] 1988, ISBN 3-17-009741-5, S. 887.